# Az Oregon Ducks nőikosárlabda-csapata
Az Oregon Ducks nőikosárlabda-csapata a Pac-12 Conference tagjaként a National Collegiate Athletic Association I-es divíziójában képviseli az Oregoni Egyetemet. Hazai létesítményük a Matthew Knight Aréna, vezetőedzőjük Kelly Graves.

## Története
Az egyetemen a női kosárlabdát Alice Chapman testnevelés-oktató, Charles Chapman rektor férje vezette be. Az 1902–03-as tanévben más intézményekhez hasonlóan itt is szerettek volna egyetemek között versenyezni, de ezt az iskola vezetősége nem engedélyezte, helyette kettő helyi csapatot akartak alapítani.
Az első, egyetemek közötti mérkőzésre 1965-ben került sor, 1966-ban pedig a Northwest College Women’s Sports Association (a mai AIAW Region 9 konferencia) tagjai lettek. Az 1972-ben elfogadott Title IX kimonda, hogy a férfiak és nők számára azonos sportlehetőségeket kell biztosítani, ezért 1973-tól a csapat hivatalos formában működik. Korábban a Northwest Basketball League, a NorPac Conference, majd a Pacific-10 Conference (ma Pac-12 Conference) tagjai voltak. 2002-ben megnyerték a Women’s National Invitation Tournamentet.

## Eredmények szezononként
| Szezon    | Vezetőedző     | Eredmény    | Eredmény    |
| Szezon    | Vezetőedző     | Összesített | Konferencia |
| --------- | -------------- | ----------- | ----------- |
| 1973–74   | Jane Spearing  | 3–8         | –           |
| 1974–75   | Nancy Mikleton | 3–10        | –           |
| 1975–76   | Nancy Mikleton | 5–15        | –           |
| 1976–77   | Elwin Heiny    | 11–6        | –           |
| 1977–78   | Elwin Heiny    | 19–5        | 8–4 (2.)    |
| 1978–79   | Elwin Heiny    | 23–2        | 11–0 (1.)   |
| 1979–80   | Elwin Heiny    | 24–5        | 13–0 (1.)   |
| 1980–81   | Elwin Heiny    | 25–7        | 11–1 (1.)   |
| 1981–82   | Elwin Heiny    | 21–5        | 4–0 (1.)    |
| 1982–83   | Elwin Heiny    | 15–14       | 8–4 (3.)    |
| 1983–84   | Elwin Heiny    | 23–7        | 10–1 (1.)   |
| 1984–85   | Elwin Heiny    | 14–14       | 6–5 (3.)    |
| 1985–86   | Elwin Heiny    | 21–7        | 10–2 (T–1.) |
| 1986–87   | Elwin Heiny    | 23–7        | 14–4 (T–2.) |
| 1987–88   | Elwin Heiny    | 16–12       | 9–9 (5.)    |
| 1988–89   | Elwin Heiny    | 22–10       | 11–7 (3.)   |
| 1989–90   | Elwin Heiny    | 17–12       | 9–9 (T–4.)  |
| 1990–91   | Elwin Heiny    | 13–15       | 6–12 (8.)   |
| 1991–92   | Elwin Heiny    | 14–14       | 6–12 (7.)   |
| 1992–93   | Elwin Heiny    | 9–18        | 3–15 (T–9.) |
| 1993–94   | Jody Runge     | 20–9        | 13–5 (3.)   |
| 1994–95   | Jody Runge     | 18–10       | 11–7 (4.)   |
| 1995–96   | Jody Runge     | 18–11       | 10–8 (T–3.) |
| 1996–97   | Jody Runge     | 22–7        | 14–4 (2.)   |
| 1997–98   | Jody Runge     | 17–10       | 13–5 (3.)   |
| 1998–99   | Jody Runge     | 25–6        | 25–3 (T–1.) |
| 1999–2000 | Jody Runge     | 23–8        | 14–4 (1.)   |
| 2000–01   | Jody Runge     | 17–12       | 10–8 (4.)   |
| 2001–02   | Bev Smith      | 22–13       | 10–8 (T–6.) |
| 2002–03   | Bev Smith      | 12–16       | 8–10 (T–5.) |
| 2003–04   | Bev Smith      | 14–12       | 6–12 (8.)   |
| 2004–05   | Bev Smith      | 21–10       | 12–6 (T–2.) |
| 2005–06   | Bev Smith      | 14–15       | 5–13 (8.)   |
| 2006–07   | Bev Smith      | 17–14       | 8–10 (6.)   |
| 2007–08   | Bev Smith      | 14–17       | 7–11 (7.)   |
| 2008–09   | Bev Smith      | 9–21        | 5–13 (7.)   |
| 2009–10   | Paul Westhead  | 18–16       | 7–11 (T–6.) |
| 2010–11   | Paul Westhead  | 13–17       | 4–14 (9.)   |
| 2011–12   | Paul Westhead  | 15–16       | 7–11 (9.)   |
| 2012–13   | Paul Westhead  | 4–27        | 2–16 (12.)  |
| 2013–14   | Paul Westhead  | 16–16       | 6–12 (10.)  |
| 2014–15   | Kelly Graves   | 13–17       | 6–12 (T–9.) |
| 2015–16   | Kelly Graves   | 24–11       | 9–9 (6.)    |
| 2016–17   | Kelly Graves   | 23–14       | 8–10 (6.)   |
| 2017–18   | Kelly Graves   | 33–5        | 16–2 (1.)   |
| 2018–19   | Kelly Graves   | 33–5        | 16–2 (1.)   |
| 2019–20   | Kelly Graves   | 31–2        | 17–1 (1.)   |
| 2020–21   | Kelly Graves   | 15–9        | 10–7 (4.)   |
| 2021–22   | Kelly Graves   | 20–12       | 11–6 (2.)   |
| 2022–23   | Kelly Graves   | 17–14       | 7–11 (8.)   |

## Díjak és kitüntetések

### Országos bajnokságok
USBWA Év új játékosa
- Sabrina Ionescu (2017)

Katrina McClain-díj
- Ruthy Hebard (2018, 2020)

Wade trófea
- Sabrina Ionescu (2019, 2020)

Nancy Lieberman-díj
- Sabrina Ionescu (2018, 2019, 2020)

John R. Wooden-díj
- Sabrina Ionescu (2019, 2020)

AP Év játékosa
- Sabrina Ionescu (2020)

USBWA Év játékosa
- Sabrina Ionescu (2020)

Naismith Év játékosa
- Sabrina Ionescu (2020)

James E. Sullivan-díj
- Sabrina Ionescu (2019)

Honda Sportdíj
- Sabrina Ionescu (2020)

USBWA Év játékosa
- Sabrina Ionescu (2020)

### Konferenciabajnokságok
Pac-12 Év játékosa
- Lauri Landerholm (1986–87)
- Shaquala Williams (1999–2000)
- Jillian Alleyne (2015–16, megosztva)
- Sabrina Ionescu (2017–18, 2018–19, 2019–20)

Pac-12 Bajnokság legkiemelkedőbb játékosa
- Sabrina Ionescu (2018, 2020)

Pac-12 Év edzője
- Kelly Graves (2018, 2019)

## NCAA-rájátszások
A csapat 17 NCAA-bajnokságon vett részt.
| Év   | Csoport | Kör                                                          | Ellenfél | Eredmény                      |
| ---- | ------- | ------------------------------------------------------------ | --- | ----------------------------- |
| 1982 | 6.      | Első                                                         | Missouri Tigers                                                                                                | 53–59                         |
| 1984 | 3.      | Első                                                         | San Diego State Aztecs                                                                                         | 63–70                         |
| 1987 | 10.     | Első Második                                                 | Eastern Washington Eagles Ohio State Buckeyes                                                                  | 75–56 62–76                   |
| 1994 | 6.      | Round of 64 Round of 32                                      | Santa Clara Broncos Colorado Buffaloes                                                                         | 74–59 71–92                   |
| 1995 | 6.      | Round of 64                                                  | Louisville Cardinals                                                                                           | 65–67                         |
| 1996 | 11.     | Round of 64                                                  | Wisconsin Badgers                                                                                              | 60–74                         |
| 1997 | 6.      | Round of 64 Round of 32                                      | San Diego State Aztecs Tennessee Volunters                                                                     | 79–92 59–76                   |
| 1998 | 12.     | Round of 64                                                  | Rudget Scarlett Knights                                                                                        | 76–79                         |
| 1999 | 5.      | Round of 64 Round of 32                                      | Cincinnati Bearcats Iowa State Cyclones                                                                        | 65–56 70–85                   |
| 2000 | 6.      | Round of 64                                                  | UAB Blazers | 79–80                         |
| 2001 | 13.     | Round of 64                                                  | Iowa Hawkeyes                                                                                                  | 82–88                         |
| 2005 | 10.     | Round of 64 Round of 32                                      | TCU Horned Frogs Baylor Bears                                                                                  | 58–55 46–69                   |
| 2017 | 10.     | Round of 64 Round of 32 Sweet Sixteen Elite Eight            | Temple Owls Duke Blue Devils Maryland Terrapins Connecticut Camels                                             | 71–70 74–65 77–63 52–90       |
| 2018 | 2.      | Round of 64 Round of 32 Sweet Sixteen Elite Eight            | Seattle Redhawks Minnesota Golden Gophers Central Michigan Chippewas Notre Dame Fighting Irish                 | 88–45 101–73 86–96 74–84      |
| 2019 | 2.      | Round of 64 Round of 32 Sweet Sixteen Elite Eight Final Four | Portland State Vikings Indiana Hoosiers South Dakota State Jackrabbits Mississippi State Bulldogs Baylor Bears | 78–40 91–68 63–54 88–84 67–72 |
| 2021 | 6.      | Round of 64 Round of 32 Sweet Sixteen                        | South Dakota Coyotes Georgia Bulldogs Louisville Cardinals                                                     | 67–47 57–50 42–60             |
| 2022 | 5.      | Round of 64                                                  | Belmont Bruins                                                                                                 | 70–73                         |

## Létesítmények
A mérkőzéseket kezdetben a Gerlinger épületben, majd a McArthur Sportpályán játszották, ahol 1978-tól belépődíjat kellett fizetni. A Matthew Knight Aréna 2011-ben nyílt meg.

## Legjobb játékosok
A 2020. december 13-ai állapot szerint.

### Összesített
| #  | Játékos            | Évek      | Pont |
| -- | ------------------ | --------- | ---- |
| 1  | Sabrina Ionescu    | 2016–20   | 2562 |
| 2  | Ruthy Hebard       | 2016–20   | 2368 |
| 3  | Alison Lang        | 1980–84   | 2252 |
| 4  | Jillian Alleyne    | 2012–16   | 2151 |
| 5  | Bev Smith          | 1978–82   | 2063 |
| 6  | Stefanie Kasperski | 1986–90   | 1956 |
| 7  | Lauri Landerholm   | 1982–87   | 1783 |
| 8  | Amanda Johnson     | 2008–12   | 1505 |
| 9  | Arianne Boyer      | 1993–97   | 1501 |
| 10 | Shaquala Williams  | 1998–2002 | 1478 |

| #  | Játékos            | Évek    | Visszapattanó |
| -- | ------------------ | ------- | ------------- |
| 1  | Jillian Alleyne    | 2012–16 | 1712          |
| 2  | Bev Smith          | 1978–82 | 1352          |
| 3  | Ruthy Hebard       | 2016–20 | 1299          |
| 4  | Alison Lang        | 1980–84 | 1151          |
| 5  | Sabrina Ionescu    | 2016–20 | 1040          |
| 6  | Stefanie Kasperski | 1986–90 | 996           |
| 7  | Amanda Johnson     | 2018–12 | 893           |
| 8  | Debbie Sporcich    | 1990–94 | 868           |
| 9  | Arianne Boyer      | 1993–97 | 850           |
| 10 | Debbie Adams       | 1977–81 | 848           |

| #  | Játékos           | Évek      | Passz |
| -- | ----------------- | --------- | ----- |
| 1  | Sabrina Ionescu   | 2016–20   | 1091  |
| 2  | Maite Cazorla     | 2015–19   | 691   |
| 3  | Lauri Landerholm  | 1982–87   | 607   |
| 4  | Bev Smith         | 1978–82   | 443   |
| 5  | Missy Croshaw     | 1990–94   | 417   |
| 6  | Jacquie Semeniuk  | 1986–90   | 408   |
| 7  | Corrie Misuzawa   | 2003–05   | 389   |
| 8  | Shaquala Williams | 1998–2002 | 369   |
| 9  | Kaela Chapdelaine | 2004–08   | 362   |
| 10 | Lisa Bowyer       | 1996–98   | 358   |

| #  | Játékos          | Évek    | Labdaelvétel |
| -- | ---------------- | ------- | ------------ |
| 1  | Bev Smith        | 1978–82 | 349          |
| 2  | Lauri Landerholm | 1982–87 | 290          |
| 3  | Sabrina Ionescu  | 2016–20 | 209          |
| 4  | Nia Jackson      | 2008–12 | 204          |
| 5  | Maite Cazorla    | 2015–19 | 201          |
| 6  | Julie Cushing    | 1977–80 | 200          |
| 7  | Amanda Johnson   | 2008–12 | 195          |
| 8  | Lisa Bowyer      | 1996–99 | 186          |
| 9  | Jasmin Holliday  | 2009–12 | 183          |
| 10 | Debbie Adams     | 1977–81 | 173          |

| #  | Játékos             | Évek      | Blokkolás |
| -- | ------------------- | --------- | --------- |
| 1  | Alison Lang         | 1980–84   | 425       |
| 2  | Stefanie Kasperski  | 1986–90   | 402       |
| 3  | Jenny Mowe          | 1996–2001 | 222       |
| 4  | Bev Smith           | 1978–82   | 193       |
| 5  | Renae Fegent        | 1994–97   | 169       |
| 6  | Jillian Alleyne     | 2012–16   | 147       |
| 7  | Ruthy Hebard        | 2016–20   | 146       |
| 8  | Cathrine Kraayeveld | 2000–05   | 132       |
| 9  | Gabi Neumann        | 1984–87   | 111       |
| 10 | Jasmin Holliday     | 2009–12   | 109       |

| #  | Játékos         | Évek      | Hárompontos |
| -- | --------------- | --------- | ----------- |
| 1  | Sabrina Ionescu | 2016–20   | 329         |
| 2  | Lexi Bando      | 2014–18   | 283         |
| 3  | Taylor Lilley   | 2007–10   | 270         |
| 4  | Erin Boley      | 2018–21   | 219         |
| 5  | Maite Cazorla   | 2015–19   | 211         |
| 6  | Missy Croshaw   | 1990–94   | 189         |
| 7  | Brandi Davis    | 2002–06   | 186         |
| 8  | Jamie Craighead | 1998–2002 | 182         |
| 9  | Satou Sabally   | 2017–20   | 180         |
| 10 | Amanda Johnson  | 2008–12   | 168         |

| #  | Játékos            | Évek      | Pontarány |
| -- | ------------------ | --------- | --------- |
| 1  | Ruthy Hebard       | 2016–20   | .651      |
| 2  | Alison Lang        | 1980–84   | .590      |
| 3  | Jenny Mowe         | 1996–2001 | .573      |
| 4  | Stefanie Kasperski | 1986–90   | .563      |
| 5  | Sara Wilson        | 1990–94   | .554      |
| 6  | Angelina Wolvert   | 1997–2001 | .544      |
| 7  | Jillian Alleyne    | 2012–16   | .543      |
| 8  | Debbie Sporcich    | 1990–94   | .540      |
| 9  | Gabi Neumann       | 1984–87   | .534      |
| 10 | Debbie Adams       | 1977–81   | .534      |

| #  | Játékos         | Évek    | Arány |
| -- | --------------- | ------- | ----- |
| 1  | Lexi Bando      | 2014–18 | .457  |
| 2  | Jennifer Boum   | 1987–91 | .446  |
| 3  | Michelle Eble   | 1987–90 | .443  |
| 4  | Erin Boley      | 2018–21 | .429  |
| 5  | Sabrina Ionescu | 2016–20 | .422  |
| 6  | Taylor Chavez   | 2018–21 | .414  |
| 7  | Natasha O’Brien | 1997–99 | .407  |
| 8  | Chelsea Wagner  | 2003–06 | .395  |
| 9  | Missy Croshaw   | 1990–94 | .392  |
| 10 | Victoria Kenyon | 2008–11 | .391  |

| #  | Játékos            | Évek      | Arány |
| -- | ------------------ | --------- | ----- |
| 1  | Micaela Cocks      | 2007–10   | .859  |
| 2  | Sabrina Ionescu    | 2016–20   | .851  |
| 3  | Shaquala Williams  | 1998–2002 | .839  |
| 4  | Carolyn Gaines     | 2003–07   | .817  |
| 5  | Lauri Landerholm   | 1982–87   | .810  |
| 6  | Ariel Thomas       | 2010–14   | .809  |
| 7  | Sonja Curtis       | 1996–99   | .800  |
| 8  | Maite Cazorla      | 2015–19   | .790  |
| 9  | Lexi Bando         | 2014–18   | .789  |
| 10 | Gabrielle Richards | 2004–06   | .786  |

### Szezon
| #  | Játékos            | Szezon  | Pont |
| -- | ------------------ | ------- | ---- |
| 1  | Sabrina Ionescu    | 2018–19 | 755  |
| 2  | Sabrina Ionescu    | 2017–18 | 748  |
| 3  | Alison Lang        | 1982–83 | 693  |
| 4  | Chrishae Rowe      | 2013–14 | 690  |
| 5  | Jillian Alleyne    | 2013–14 | 684  |
| 6  | Ruthy Hebard       | 2018–18 | 652  |
| 7  | Stefanie Kasperski | 1989–90 | 650  |
| 8  | Bev Smith          | 1980–81 | 632  |
| 8  | Satou Sabally      | 2018–19 | 632  |
| 10 | Alison Lang        | 1983–84 | 609  |

| #  | Játékos         | Szezon  | Visszapattanó |
| -- | --------------- | ------- | ------------- |
| 1  | Jillian Alleyne | 2013–14 | 519           |
| 2  | Jillian Alleyne | 2014–15 | 455           |
| 3  | Bev Smith       | 1980–81 | 376           |
| 3  | Phillipina Kyei | 2022–23 | 376           |
| 5  | Jillian Alleyne | 2012–13 | 370           |
| 6  | Jillian Alleyne | 2015–16 | 368           |
| 7  | Bev Smith       | 1978–80 | 367           |
| 8  | Ruthy Hebard    | 2018–19 | 355           |
| 9  | Ruthy Hebard    | 2017–18 | 333           |
| 10 | Bev Smith       | 1978–79 | 323           |

| #  | Játékos          | Szezon  | Passz |
| -- | ---------------- | ------- | ----- |
| 1  | Sabrina Ionescu  | 2018–19 | 311   |
| 2  | Sabrina Ionescu  | 2019–20 | 299   |
| 3  | Sabrina Ionescu  | 2017–18 | 298   |
| 4  | Corrie Misuzawa  | 2004–05 | 209   |
| 5  | Maite Cazorla    | 2015–16 | 206   |
| 6  | Jacquie Semeniuk | 1988–89 | 190   |
| 7  | Sabrina Ionescu  | 2016–17 | 189   |
| 8  | Corrie Misuzawa  | 2003–04 | 180   |
| 9  | Maite Cazorla    | 2017–18 | 179   |
| 10 | Lauri Landerholm | 1986–87 | 171   |

| #  | Játékos            | Szezon    | Labdaelvétel |
| -- | ------------------ | --------- | ------------ |
| 1  | Bev Smith          | 1978–79   | 95           |
| 1  | Bev Smith          | 1979–80   | 95           |
| 3  | Bev Smith          | 1980–81   | 94           |
| 4  | Suzanne Washington | 1978–79   | 87           |
| 5  | Vanessa Selden     | 1981–82   | 84           |
| 6  | Suzanne Washington | 1979–80   | 83           |
| 6  | Nia Jackson        | 2009–10   | 83           |
| 8  | Lauri Landerholm   | 1986–87   | 76           |
| 9  | Lauri Landerholm   | 1986–1987 | 73           |
| 10 | Sally Crowe        | 1994–95   | 72           |
| 10 | Allison Towriss    | 1980–81   | 72           |
| 10 | Chrishae Rowe      | 2013–14   | 72           |

| #  | Játékos            | Szezon  | Blokkolás |
| -- | ------------------ | ------- | --------- |
| 1  | Alison Lang        | 1982–83 | 140       |
| 2  | Stefanie Kasperski | 1987–88 | 119       |
| 3  | Stefanie Kasperski | 1988–89 | 111       |
| 4  | Alison Lang        | 1983–84 | 105       |
| 5  | Alison Lang        | 1981–82 | 99        |
| 6  | Stefanie Kasperski | 1988–89 | 92        |
| 7  | Kerry Clawson      | 1977–78 | 84        |
| 8  | Alison Lang        | 1980–81 | 81        |
| 9  | Stefanie Kasperski | 1986–87 | 80        |
| 10 | Renae Fegent       | 1995–96 | 74        |

| #  | Játékos         | Szezon  | Hárompontos |
| -- | --------------- | ------- | ----------- |
| 1  | Taylor Lilley   | 2009–10 | 124         |
| 2  | Erin Boley      | 2018–19 | 108         |
| 3  | Sabrina Ionescu | 2017–18 | 102         |
| 4  | Sabrina Ionescu | 2018–19 | 94          |
| 5  | Katelyn Loper   | 2013–14 | 83          |
| 6  | Jamie Craighead | 2000–01 | 81          |
| 6  | Chrishae Rowe   | 2013–14 | 81          |
| 6  | Satou Sabally   | 2018–19 | 81          |
| 6  | Te-Hina PaoPao  | 2022–23 | 81          |
| 10 | Lexi Bando      | 2017–18 | 80          |

| #  | Játékos            | Szezon  | Pontarány |
| -- | ------------------ | ------- | --------- |
| 1  | Ruthy Hebard       | 2019–20 | .685      |
| 2  | Ruthy Hebard       | 2018–19 | .670      |
| 3  | Ruthy Hebard       | 2017–18 | .660      |
| 4  | Debbie Adams       | 1980–81 | .614      |
| 5  | Alison Lang        | 1982–83 | .611      |
| 6  | Stefanie Kasperski | 1988–89 | .606      |
| 7  | Debbie Sporcich    | 1992–93 | .602      |
| 8  | Alison Lang        | 1981–82 | .594      |
| 9  | Sara Wilson        | 1993–94 | .593      |
| 10 | Ruthy Hebard       | 2016–17 | .593      |

| #  | Játékos       | Szezon  | Arány |
| -- | ------------- | ------- | ----- |
| 1  | Taylor Lilley | 2006–07 | .506  |
| 2  | Lexi Bando    | 2016–17 | .475  |
| 3  | Taylor Chavez | 2019–20 | .474  |
| 4  | Michelle Eble | 1988–89 | .471  |
| 5  | Missy Croshaw | 1993–94 | .458  |
| 6  | Lexi Bando    | 2017–18 | .457  |
| 7  | Jennifer Boum | 1990–91 | .454  |
| 8  | Lexi Bando    | 2015–16 | .453  |
| 9  | Lexi Petersen | 2015–16 | .447  |
| 10 | Lexi Bando    | 2014–15 | .440  |

| #  | Játékos            | Szezon  | Arány |
| -- | ------------------ | ------- | ----- |
| 1  | Sabrina Ionescu    | 2019–20 | .921  |
| 2  | Gabrielle Richards | 2005–06 | .909  |
| 3  | Shaquala Williams  | 2001–02 | .908  |
| 4  | Sabrina Ionescu    | 2018–19 | .883  |
| 5  | Devyn Galland      | 2012–13 | .875  |
| 6  | Micaela Cocks      | 2009–10 | .865  |
| 7  | Sally Crowe        | 1994–95 | .864  |
| 8  | Micaela Cocks      | 2008–09 | .860  |
| 9  | Ariel Thomas       | 2013–14 | .840  |
| 10 | Jessica Schutt     | 1993–94 | .836  |

## NBA-játékosválogatók
Az alábbi játékosok kerültek be valamely profi csapatba:
| Játékos             | Év   | Csapat                   |
| ------------------- | ---- | ------------------------ |
| Nyara Sabally       | 2022 | New York Liberty         |
| Sabrina Ionescu     | 2020 | New York Liberty         |
| Satou Sabally       | 2020 | Dallas Vikings           |
| Ruthy Hebard        | 2020 | Chicago Sky              |
| Maite Cazorla       | 2019 | Atlanta Dream            |
| Jillian Alleyne     | 2016 | Phoenix Mercury          |
| Amanda Johnson      | 2012 | Phoenix Mercury          |
| Taylor Lilley       | 2010 | Jelölés visszavonva      |
| Cathrine Kraayeveld | 2005 | San Antonio Silver Stars |
| Shaquala Williams   | 2003 | Cleveland Rockers        |
| Edniesha Curry      | 2002 | Charlotte Sting          |
| Jenny Mowe          | 2001 | Portland Fire            |
| Angelina Wolvert    | 2001 | Cleveland Rockers        |

## Fordítás
- Ez a szócikk részben vagy egészben  az   Oregon Ducks women's basketball című angol Wikipédia-szócikk ezen változatának fordításán alapul.  Az eredeti cikk szerkesztőit annak laptörténete sorolja fel. Ez a jelzés csupán a megfogalmazás eredetét és a szerzői jogokat jelzi, nem szolgál a cikkben szereplő információk forrásmegjelöléseként.